# 上山満之進
上山 満之進（かみやま まんのしん / みつのしん、1869年10月31日〈明治2年9月27日〉- 1938年〈昭和13年〉7月30日）は、日本の官僚、政治家。農商務次官、台湾総督、貴族院議員、枢密顧問官。
郷里では旧藩主毛利敬親や毛利元徳の伝記編纂所の所長を務め、郷土史研究の出版や史跡跡保存事業などにも私費を投じた。上山の寄付で防府市立三哲文庫（現・防府市立防府図書館）が開館したことから「防府図書館の父」と呼ばれている。

## 経歴

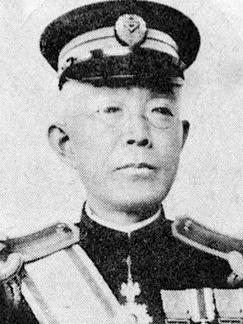
台湾総督時代の上山満之進

### 青年期
周防国佐波郡江泊村（現・山口県防府市大字江泊）出身。庄屋格の上山与左衛門の二男として生まれる。周陽学舎）、山口中学、山口高等中学を経て、1895年（明治28年）7月、帝国大学法科大学法律学科（英法）を卒業した。

### 官僚時代
内務属となり内務省県治局勤務となる。1895年11月、文官高等試験に合格。同年12月、青森県参事官に就任し、同県内務部第1課長を経て、1896年（明治29年）5月、山口県参事官に転じた。1897年（明治30年）12月、同県内務部第3課長に異動。
1898年（明治31年）12月、法制局参事官に就任し同第1部勤務を経て、1906年（明治39年）10月、行政裁判所評定官兼法制局参事官に就任。1908年（明治41年）8月、農商務省に転じ山林局長となる。1912年（大正元年）12月、熊本県知事に就任し、1913年（大正2年）6月まで在任し休職した。1914年（大正3年）4月、農商務次官となり、1918年（大正7年）10月、寺内内閣の総辞職に伴い次官を辞した。

### 貴族院議員、台湾総督
1918年（大正7年）9月21日、貴族院勅選議員に任命され、同和会に属し1935年（昭和10年）12月まで活動した。
1926年（大正15年）7月16日、第11代台湾総督に就任した。1928年（昭和3年）6月、台中不敬事件により台湾総督を辞任。1935年（昭和10年）12月、枢密顧問官となり、1938年（昭和13年）7月まで在任した。

### 文庫の建設

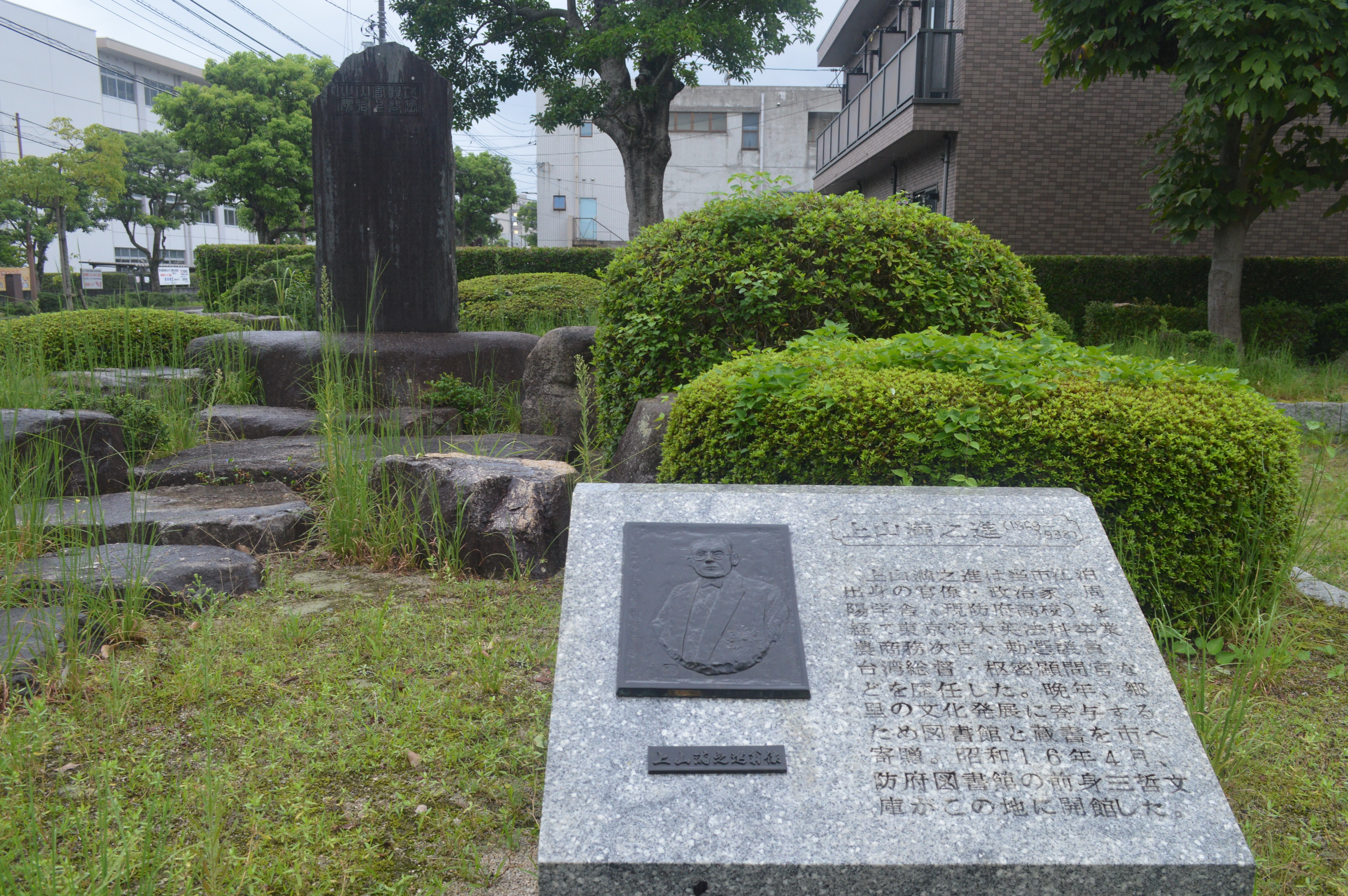
三哲文庫跡地にある三哲文庫記念公園

晩年は、生まれ故郷に図書館を建てることを計画。資金や蔵書を寄付するが、工事が遅延した為に図書館の完成を待たずに1938年（昭和13年）7月30日に病没した。
子の上山勝と甥の小野幸吉が図書館建設の意志を引き継ぎ、1941年（昭和16年）4月1日に防府市立三哲文庫（現・防府市立防府図書館）が開館した。
1981年（昭和56年）には防府市立防府図書館が桑山2丁目に移転し、2019年（令和元年）には跡地の三哲文庫記念公園に顕彰碑が建てられた。

## 栄典
位階
- 1906年（明治39年）11月20日 - 正五位[7]
- 1918年（大正7年）10月21日 - 従三位[8]
- 1938年（昭和13年）7月30日 - 従二位[9]

勲章等
| 受章年                     | 略綬 | 勲章名               | 備考 |
| -------------------------- | ---- | -------------------- | ---- |
| 1910年（明治43年）12月26日 |      | 勲三等瑞宝章         |      |
| 1915年（大正4年）11月10日  |      | 大礼記念章           |      |
| 1916年（大正5年）1月19日   |      | 勲二等瑞宝章         |      |
| 1916年（大正5年）4月1日    |      | 旭日重光章           |      |
| 1920年（大正9年）11月1日   |      | 勲一等瑞宝章         |      |
| 1921年（大正10年）7月1日   |      | 第一回国勢調査記念章 |      |
| 1928年（昭和3年）11月10日  |      | 金杯一個             |      |
| 1929年（昭和4年）3月4日    |      | 旭日大綬章           |      |

外国勲章佩用允許
| 受章年                    | 国籍     | 略綬 | 勲章名                 | 備考 |
| ------------------------- | -------- | ---- | ---------------------- | ---- |
| 1935年（昭和10年）9月21日 | 満洲帝国 |      | 満洲帝国皇帝訪日記念章 |      |

## 著書・関係文献
著書
- 『地方制度通』金港堂、1899年。
- 『立木不動産法通解』大日本山林会、1911年。
- 『国民生活の安危』文化生活研究会出版部、1922年。
- 『米穀問題』農村問題体系 第8編、日本評論社、1926年。

伝記
- 上山君記念事業会編『上山満之進』上下、成武堂、1941年。